# Lista odcinków serialu Dziewczyna poznaje świat
Poniżej przedstawiona jest lista odcinków Dziewczyna poznaje świat emitowanego w Polsce od 22 października 2014 roku na kanale Disney Channel.

## Odcinki
| Seria | Seria     | Odcinki   | Oryginalna emisja | Oryginalna emisja | Oryginalna emisja    | Oryginalna emisja |
| Seria | Seria     | Odcinki   | Premiera serii    | Finał serii       | Premiera serii       | Finał serii       |
| ----- | --------- | --------- | ----------------- | ----------------- | -------------------- | ----------------- |
|       | 1         | 20        | 27 czerwca 2014   | 27 marca 2015     | 22 października 2014 | 9 września 2015   |
|       | Specjalny | Specjalny | 17 kwietnia 2015  | 17 kwietnia 2015  | 8 listopada 2015     | 8 listopada 2015  |
|       | 2         | 30        | 11 maja 2015      | 11 marca 2016     | 25 października 2015 | 16 grudnia 2016   |
|       | 3         | 21        | 3 czerwca 2016    | 20 stycznia 2017  | 7 stycznia 2017      | 19 stycznia 2018  |

### Seria 1: 2014-15
| 1 | Dziewczyna poznaje świat Girl Meets World                         | John Whitesell | Michael Jacobs                                        | 27 czerwca 2014      | 22 października 2014 | 101 |
| Ojciec Riley uważa, że nowe pokolenie dzieciaków to zombie smartfonów. Okazje się jednak, że oni jednak inaczej na to patrzą. Riley postanawia ujawnić, jak ona poznaje świat. |                                                                   |                |                                                       |                      |                      |     |
| 2 | Dziewczyna poznaje chłopaka Girl Meets Boy                        | Joel Zwick     | Michael Jacobs                                        | 11 lipca 2014        | 22 listopada 2014    | 102 |
| Riley i Maya poznają w metrze przystojnego nastolatka, Lucasa. Riley jest w nim zakochana. Okazuje się, że jest on nowym uczniem i będzie chodził z nimi do klasy. Riley próbuje się z nim zaprzyjaźnić i mu zaimponować. |                                                                   |                |                                                       |                      |                      |     |
| 3 | Dziewczyna poznaje atak z zaskoczenia Girl Meets Sneak Attack     | Joel Zwick     | Cindy Fang                                            | 18 lipca 2014        | 29 listopada 2014    | 104 |
| Riley jest zazdrosna, kiedy widzi, że koło Lucasa zaczyna się kręcić inna dziewczyna. Postanawia ich rozdzielić. |                                                                   |                |                                                       |                      |                      |     |
| 4 | Dziewczyna poznaje ojca Girl Meets Father                         | Joel Zwick     | Randi Barnes                                          | 25 lipca 2014        | 6 grudnia 2014       | 106 |
| Lucas zaprasza Riley na ich pierwszy bal w życiu. Dziewczyna jest w niebie, ale później czar pryska, kiedy okazuje się, że w ten sam dzień ma odbyć się kolejny dzień ojca i córki, w którym Cory i Riley idą na najbardziej ekstremalną kolejkę w wesołym miasteczku. Cory twierdzi, że jeśli raz tam nie pójdą to złamią tradycję. Ostatecznie postanawia zorganizować coś z czego oboje będą zadowoleni.   |                                                                   |                |                                                       |                      |                      |     |
| 5 | Dziewczyna poznaje prawdę Girl Meets the Truth                    | Joel Zwick     | Matthew Nelson                                        | 1 sierpnia 2014      | 13 grudnia 2014      | 103 |
| W szkole trwają próby do inscenizacji Romea i Julii. Riley grająca Julię myśli że Lucas będzie ją całował. Niestety u ich boku gra Farkle, który okłamany przez Riley myśli że jest dobrym aktorem. Tak samo w trudnej sytuacji znajduje się Maya, która zrobiła coś co się nie podoba jej przyjaciółce. |                                                                   |                |                                                       |                      |                      |     |
| 6 | Dziewczyna poznaje popularność Girl Meets Popular                 | Jon Rosenbaum  | Jeff Menell                                           | 8 sierpnia 2014      | 20 grudnia 2014      | 111 |
| Riley dostaje zaproszenie na bajeczną imprezę klas siódmych. Maya nie otrzymała zaproszenia, ale jej to nie przeszkadza i Riley idzie na nią sama. Okazuje się jednak, że jest to impreza dziwaków, a Riley jako jedyna dziewczyna w pokoju zostaje ich królową. |                                                                   |                |                                                       |                      |                      |     |
| 7 | Dziewczyna poznaje matkę Mai Girl Meets Maya’s Mother             | John Whitesell | Matthew Nelson                                        | 15 sierpnia 2014     | 27 grudnia 2014      | 112 |
| Zbliża się wystawa obrazów uczniów szkoły. W przeddzień tego wydarzenia na lekcji Cory'ego odbywa się cykl Poznaj rodziców na którym dzieci zapraszają swoich rodziców, którzy opowiadają o swoim zawodzie. Riley zaprasza matkę Mayi by naprawić ich zepsute relacje. Ta jednak robi jej obciach. Riley chce aby dziewczyny się pogodziły i prosi ją by przyszła na wystawę córki, jednak ta się nie zjawia. |                                                                   |                |                                                       |                      |                      |     |
| 8 | Dziewczyna poznaje Smackle Girl Meets Smackle                     | Ben Savage     | Teresa Kale                                           | 12 września 2014     | 21 lutego 2015       | 118 |
| Odbywa się kolejna debata szkolna na temat wewnętrznego piękna, której przewodniczącymi są Farkle i jego odwieczna rywalka Isadora Smackle. Riley i Maya chcą ją zmienić by przekonać się czy wygląd naprawdę ma znaczenie. |                                                                   |                |                                                       |                      |                      |     |
| 9 | Dziewczyna poznaje rok 1961 Girl Meets 1961                       | Rider Strong   | Matthew Nelson                                        | 19 września 2014     | 7 lutego 2015        | 114 |
| Cory daje za zadanie uczniom wyobrazić sobie, według tematu w książce, jak żyliby w latach sześćdziesiątych. Odkrywają także tajemnice swoich przodków sprzed lat. |                                                                   |                |                                                       |                      |                      |     |
| 10 | Dziewczyna poznaje Szaloną Czapkę Girl Meets Crazy Hat            | Joel Zwick     | Lauren Otero                                          | 26 września 2014     | 14 lutego 2015       | 107 |
| Riley zaczyna myśleć o swojej przyszłości. Boi się, że taka mała istotka jak ona nie da sobie rady i skończy bezdomna na stacji metra. Cory postanawia dać uczniom nowe, bardzo trudne zadanie, które ma zaważyć o ich przyszłości. |                                                                   |                |                                                       |                      |                      |     |
| 11 | Dziewczyna poznaje świat terroru Girl Meets World of Terror       | Joel Zwick     | Teresa Kale                                           | 2 października 2014  | 28 lutego 2015       | 108 |
| Zwykła impreza halloweenowa zamienia się w przerażającą imprezę nieboszczyków. Na dodatek każdy z bohaterów musi przezwyciężyć swoje własne lęki. |                                                                   |                |                                                       |                      |                      |     |
| 12 | Dziewczyna poznaje zapomnianych Girl Meets the Forgotten          | Joel Zwick     | Jeff Menell                                           | 10 października 2014 | 11 kwietnia 2015     | 117 |
| Riley, Maja, Lucas i Farkle przez swoją obojętność dostają zadanie pomagać pracownikom szkoły aby docenić ich pracę. Dziewczyny trafiają pod skrzydła szkolnej kucharki, która musi żywić codziennie ponad czterystu uczniów. Chłopaki za to poznają woźnego, który wyjawia im tajemnice swojej pracy. Okazuje się, że nie jest tak kolorowo, jak sobie wyobrażali.                                           |                                                                   |                |                                                       |                      |                      |     |
| 13 | Dziewczyna poznaje wady Girl Meets Flaws                          | Joel Zwick     | Mark Blutman                                          | 17 października 2014 | 18 kwietnia 2015     | 116 |
| Zbliża się rozdanie nagród szkolnych. Maja jest nominowana do otrzymania nagrody za bycie wyluzowaną. Riley nie dostaje nic, przez co czuje się niewidzialna. Poza tym każdy z uczniów musi przedstawić swoje wady by zrozumieć jaki naprawdę jest. |                                                                   |                |                                                       |                      |                      |     |
| 14 | Dziewczyna poznaje przyjaźń Girl Meets Friendship                 | John Whitesell | Mark Blutman                                          | 21 listopada 2014    | 9 września 2015      | 109 |
| Riley postanawia zostać szkolną księżniczką i chce w niej wszystko zmienić - mniej lekcji, jednorożce na korytarzach. Jednak nie wiadomo w jaki sposób, ten czyn wprowadzi Riley i Maję na prawdziwą próbę ich przyjaźni. |                                                                   |                |                                                       |                      |                      |     |
| 15 | Dziewczyna poznaje brata Girl Meets Brother                       | John Whitesell | Randi Barnes, Cindy Fang, Teresa Kale, i Lauren Otero | 28 listopada 2014    | 25 kwietnia 2015     | 105 |
| Cory i Topanga idą na swoją rocznicę ślubu, jednak nie mają z kim zostawić Auggiego. Riley zgłasza się by zostać jego niańką. Dziewczyna jednak chce spędzić ten wieczór również z Mayą przez co Auggie czuje się odrzucony. |                                                                   |                |                                                       |                      |                      |     |
| 16 | Dziewczyna poznaje dom na Święta Girl Meets Home for the Holidays | John Whitesell | Jeff Menell                                           | 5 grudnia 2014       | 14 marca 2015        | 113 |
| Czas świat. Do domu Matthewsów przyjeżdżają rodzice Cory'ego i jego brat Josh. Wraz z nimi zjawia się także Shawn, najlepszy przyjaciel Cory'ego. Starania by ten dzień przebiegał jak najpiękniej idą na nic, kiedy mężczyzna unika rozmów z Riley. |                                                                   |                |                                                       |                      |                      |     |
| 17 | Dziewczyna poznaje wieczór gier Girl Meets Game Night             | Michael Kelly  | Cindy Fang, Lauren Otero i Randi Barnes               | 9 stycznia 2015      | 8 sierpnia 2015      | 115 |
| Wieczór gier to świętość w rodzinie Riley, jednak tym razem dziewczyna zaprosiła wszystkich przyjaciół na rodzinną imprezę co nie podoba się jej tacie. |                                                                   |                |                                                       |                      |                      |     |
| 18 | Dziewczyna poznaje mistrzowski plan Girl Meets Master Plan        | Jon Rosenbaum  | Michael Jacobs                                        | 16 stycznia 2015     | 22 sierpnia 2015     | 121 |
| Riley chciałaby, aby Shawn poznał mamę Mayi, Katy, która aktualnie obchodzi urodziny. Zamierza zaangażować swego tatę, by pomógł jej w tym zadaniu. |                                                                   |                |                                                       |                      |                      |     |
| 19 | Dziewczyna poznaje wybór Farkle'a Girl Meets Farkle's Choice      | John Whitesell | Mark Blutman                                          | 6 lutego 2015        | 6 czerwca 2015       | 110 |
| Farkle musi dokonać dobrego wyboru, którą z przyjaciółek wybrać, by obdarzyć ją tym, co będzie wynikało z owej decyzji. W czym rzecz i czy dziewczyny faktycznie są tym zainteresowane? Wygląda na to, że nie rywalizują ze sobą, ale pozwalają też chłopakowi się zdobywać. |                                                                   |                |                                                       |                      |                      |     |
| 20 | Dziewczyna poznaje pierwszą randkę Girl Meets First Date          | Rider Strong   | Susan Estelle Jansen                                  | 27 marca 2015        | 15 sierpnia 2015     | 120 |
| Zbliża się koniec roku szkolnego. Wszyscy uczniowie wyjawiają swoje uczucia, ale Riley i Lucas nie potrafią się przyznać co do siebie czują. Akurat na jednej z lekcji, Cory prowadzi wykład na temat randek i miłości, dzięki temu jednak decydują się na pierwszą randkę. Dochodzi do pocałunku. |                                                                   |                |                                                       |                      |                      |     |

### Odcinek specjalny: 2015
| 00 | Dziewczyna poznaje demolkę Girl Meets Demolition | Joel Zwick | Jeff Menell | 17 kwietnia 2015 | 8 listopada 2015 | 207 |
| Dziewczyna poznaje demolkę - Riley chciałaby w szybkim czasie zdobyć niemało pieniędzy - rzecz jasna na zakupy. Ciężko jednak zdobyć kasę nie pracując, choć można też coś sprzedać, a w tej sytuacji dziewczyny mogłyby sprzedać to, czego mają niemało, czyli ciuchy... W ten sposób trafią do sklepu, gdzie pracuje nie kto inny, jak główna bohaterka serialu Jessie! |                                                  |            |             |                  |                  |     |

### Seria 2: 2015-16
| 1 (21) | Dziewczyna poznaje grawitację Girl Meets Gravity                                                     | Rider Strong                 | Randi Barnes                     | 11 maja 2015         | 15 listopada 2015    | 201 |
| Dziewczyny chciałyby wreszcie nie mieć lekcji historii z Corym, gdyż Riley twierdzi, że ten cały czas krąży wokół niej i nie daje jej wolności, jednak odkąd w szkole pojawia się nowy nauczyciel, okazuje się, że nikt nie jest tak dobry jak Matthews. Tymczasem wszyscy muszą pogodzić się ze stratą i zmianami w piekarni. | |                              |                                  |                      |                      |     |
| 23 | Dziewczyna poznaje nowy świat Girl Meets New World                                                   | Joel Zwick                   | Teresa Kale                      | 12 maja 2015         | 22 listopada 2015    | 208 |
| Riley po pocałunku z Lucasem nie wie co ma robić i nie chce o tym rozmawiać z Mayą, która o wszystko ją wypytuje. Tymczasem na lekcjach tematy zbaczają w stronę miłości przez co Riley czuje się niezręcznie. Do tego presja rówieśników sprawia, że wraz z Lucasem nie potrafią już ze sobą rozmawiać. | |                              |                                  |                      |                      |     |
| 24 | Dziewczyna poznaje sekret życia Girl Meets Secret of Life                                            | Rider Strong i Shiloh Strong | Mark Blutman                     | 13 maja 2015         | 29 listopada 2015    | 202 |
| W klasie zjawia się nowy uczeń, który jak się okazuje jest dawnym przyjacielem Lucasa z Teksasu. Chłopak wyjawia nieciekawą przeszłość Lucasa, z którą ten chciał zerwać, by zacząć wszystko od nowa. Jednak sprzeczki i niejasności doprowadzą bohaterów do tego aby odkryć, jaki jest sekret życia. | |                              |                                  |                      |                      |     |
| 25 | Dziewczyna poznaje Plutona Girl Meets Pluto                                                          | Joel Zwick                   | Matthew Nelson                   | 14 maja 2015         | 5 lutego 2016        | 203 |
| Riley przekona się, że poznawanie świata nigdy się nie kończy i to, co dotąd było zupełnie oczywiste, wkrótce może okazać się zupełnie inne, tak jak Pluton, który z dnia na dzień przestał być planetą. Przyjaciele podejmą refleksję nad życiowymi sprawami, przemijaniem czasu, marzeniami i tymi, które się spełniają i tymi, których nie było odwagi zrealizować, a wszystko to wraz z dorosłymi, którzy być może będą mieli dla nich złote rady wyniesione z doświadczenia... | |                              |                                  |                      |                      |     |
| 26 | Dziewczyna poznaje wujka Erica Girl Meets Mr. Squirrels                                              | Rider Strong i Shiloh Strong | Michael Jacobs                   | 15 maja 2015         | 12 lutego 2016       | 204 |
| Między Riley a Mayą trwa niekończąca się kłótnia. Tymczasem w domu Matthewsów z niespodziewaną wizytą zjawia się dawno nie widziany wujek Eric. Starszy brat Cory'ego próbuje załagodzić konflikt przyjaciółek i w międzyczasie pozałatwiać swoje sprawy. | |                              |                                  |                      |                      |     |
| 27 | Dziewczyna poznaje sumienie Girl Meets the Tell-Tale-Tot                                             | Ben Savage                   | Teresa Kale                      | 5 czerwca 2015       | 19 lutego 2016       | 205 |
| Maya dowiaduje się o imprezie w akademiku, na której obecny będzie Josh, a że obawia się masy dziewczyn, które najpewniej będą chciały go poderwać, próbuje wykombinować jak się tam dostać. Oczywiście Riley też chce jakoś pomóc przyjaciółce wymknąć się z domu lecz najpierw będzie musiała sprawdzić jak bardzo gryzie ją sumienie. | |                              |                                  |                      |                      |     |
| 28 | Dziewczyna poznaje zasady Girl Meets Rules                                                           | Rider Strong i Shiloh Strong | Randi Barnes                     | 12 czerwca 2015      | 26 lutego 2016       | 211 |
| Po stwierdzeniu uczniów, że zasady ich nie dotyczą, Cory postanawia przeprowadzić eksperyment i zostawia całą klasę bez opieki. Podczas jego nieobecności Maya zakłada swój team i razem zaczynają rozrabiać w szkole na całego. Kiedy ojciec Riley wraca, postanawia przypomnieć wszystkim, jakie zasady panują w jego gabinecie, jak i w życiu pomimo tego, że dotąd pozwolił czuć im się swobodnie na zajęciach.                                                                 | |                              |                                  |                      |                      |     |
| 29 | Dziewczyna poznaje huragan Girl Meets Hurricane                                                      | William Russ                 | Matthew Nelson                   | 19 czerwca 2015      | 4 marca 2016         | 209 |
| Ojcostwo to nie lada wyzwanie, zwłaszcza gdy za córki ma się takie dziewczyny, jak Maya czy Riley. Czy kupowanie ciuchów każdorazowo rozwiąże potencjalne problemy? Niekoniecznie, lecz tym razem zmiana stylów może wprowadzić naprawdę wiele nowego w życiu młodych dziewczyn i rodzin. | |                              |                                  |                      |                      |     |
| 30 | Dziewczyna poznaje pana Wiewióra jadącego do Waszyngtonu Girl Meets Mr. Squirrels Goes to Washington | Rider Strong i Shiloh Strong | Mark Blutman                     | 10 lipca 2015        | 11 marca 2016        | 210 |
| Gruchnęła wiadomość, że przeciwnikiem słynnego senatora we wstępnych wyborach miałby być nikt inny, jak znany naszym bohaterom wuj Eric. Tata Riley jest przekonany, że to koniec świata, ale czy Eric naprawdę mógłby trafić do Waszyngtonu i pokonać bogatego, wielokrotnego senatora? | |                              |                                  |                      |                      |     |
| 31 | Dziewczyna poznaje nowego nauczyciela Girl Meets the New Teacher                                     | Joel Zwick                   | Michael Jacobs                   | 17 lipca 2015        | 18 marca 2016        | 212 |
| Pan Garabowski przeszedł na emeryturę, gdyż nie radził już sobie z klasą Riley. W związku z tym bohaterowie dostają nową nauczycielkę, pannę Harper Berges. W czasie gdy uczniowie są nią zachwyceni okazuje się, że jej metody nauczania nie odpowiadają dyrekcji szkoły. | |                              |                                  |                      |                      |     |
| 32 | Dziewczyna poznaje rybkę Girl Meets Fish                                                             | Michael A. Joesph            | David J. Jacobs i Michael Jacobs | 24 lipca 2015        | 25 października 2015 | 119 |
| Hodowla złotej rybki Chelsea wymaga pewnej odpowiedzialności, a tak się składa że Riley wkrótce kopnie ów zaszczyt. Niestety długo to nie potrwa, gdyż rybka ni stąd ni zowąd padnie właśnie wtedy, gdy dziewczyna miała zacząć się nią zajmować. Czy ona na pewno nie żyje, a jeśli tak to dlaczego się to stało? Zgon nastąpił z przyczyn naturalnych? Pora wszcząć śledztwo nim ewentualnie wyląduje w toalecie!                                                                 | |                              |                                  |                      |                      |     |
| 33 | Dziewczyna poznaje rocznik Girl Meets Yearbook                                                       | Rider Strong i Shiloh Strong | Teresa Kale                      | 7 sierpnia 2015      | 1 kwietnia 2016      | 214 |
| Rozdanie szkolnych albumów to dla sporej większości uczniów ekscytujące wydarzenie, a tak się składa że w szkole Riley właśnie ono wystąpiło. Teraz wszyscy z klasy będą mogli patrząc na zdjęcia powiedzieć o reszcie, co o niej myśli, a także zapamiętać swoich znajomych w konkretny sposób, zazwyczaj już na całe życie. | |                              |                                  |                      |                      |     |
| 34 | Dziewczyna poznaje pół-uroczystość Girl Meets Semi-Formal                                            | Joel Zwick                   | Will Friedle                     | 14 sierpnia 2015     | 16 maja 2016         | 216 |
| Riley nie została zaproszona na szkolny bal przez Lucasa, z którym ponoć jest w więcej niż przyjacielskiej relacji. Wtedy przez przypadek przychodzi jej iść z Charliem. Teraz zdaje się, że ma poważny problem z Lucasem, którego zamiary były inne niż Riley się spodziewała. | |                              |                                  |                      |                      |     |
| 35 | Dziewczyna poznaje kreatywność Girl Meets Creativity                                                 | Rider Strong i Shiloh Strong | Matthew Nelson                   | 21 sierpnia 2015     | 17 maja 2016         | 218 |
| Szkoła bohaterek, do której uczęszczają ma mniej niż zwykle pieniędzy i zamierza obciąć budżet na zajęcia artystyczne takie jak plastyka, muzyka, teatr czy taniec. Uczniowie nie są zachwyceni, gdyż lubią te zajęcia. Szczególnie zawiedziona jest Maya, dla której sztuka to wszystko co ma. | |                              |                                  |                      |                      |     |
| 36 | Dziewczyna poznaje jestem Farkle Girl Meets I Am Farkle                                              | Willie Garson                | Mark Blutman                     | 11 września 2015     | 18 maja 2016         | 217 |
| Farkle bezsprzecznie jest genialnym uczniem i wieść o jego wybitnej inteligencji zaczyna nieść się coraz dalej. Jak wobec jego nietuzinkowego umysłu czuć mają się pozostali uczniowie z klasy. Zdaje się, że radzą sobie całkiem dobrze, jednak czy ze swoimi zdolnościami właściwie radzi sobie sam Farkle? | |                              |                                  |                      |                      |     |
| 37 | Dziewczyna poznaje Cory'ego i Topangę Girl Meets Cory and Topanga                                    | Ben Savage                   | Josh Jacobs                      | 18 września 2015     | 19 maja 2016         | 220 |
| Topanga próbuje chronić lokalną społeczność drobnych przedsiębiorców przed planami wielkich koncernów, które wykupują coraz więcej obszarów miejskich, by stawiać swoje wielkie centra. Praca ta przypomina walkę z wiatrakami, jednakże Riley jest pełna podziwu dla pracy swojej mamy, choć nie do końca ją rozumie... Dziewczynie przyjdzie teraz poznawać swoich rodziców na nowo, lepiej niż kiedykolwiek wcześniej.                                                           | |                              |                                  |                      |                      |     |
| 38 | Dziewczyna poznaje miasto Riley Girl Meets Rileytown                                                 | Michael A. Joseph            | Lauren Otero                     | 25 września 2015     | 20 maja 2016         | 223 |
| Riley udaje, że jest chora by wziąć sobie dziś wolne od szkoły, jednak Maya jej nie dowierza i próbuje ją wyciągnąć z łóżka. Niestety Riley jest naprawdę w beznadziejnym stanie psychicznym, a na domiar uważa, że Maya ją dręczy, gdyż powtarza coś, co jej się nie podoba. W końcu Riley nie wytrzymuje i wyzywa Mayę na pojedynek. Jednak w czym tak naprawdę rzecz? | |                              |                                  |                      |                      |     |
| 39 | Dziewczyna poznaje świat terroru 2 Girl Meets World of Terror 2                                      | Joel Zwick                   | Jeff Menell                      | 2 października 2015  | 31 października 2016 | 215 |
| Riley i Maya dowiadują się o obecności osoby trzeciej na oknie Riley. Osoba ta to duch z okna, która była tancerką z lat dwudziestych. | |                              |                                  |                      |                      |     |
| 40 | Dziewczyna poznaje Rah Rah Girl Meets Rah Rah                                                        | Joel Zwick                   | Randi Barnes                     | 9 października 2015  | 5 grudnia 2016       | 222 |
| W szkole nadszedł czas naboru do drużyny cheerleaderek. Riley tak jak co roku próbuje dostać się do zespołu. Pomimo trudności jest bardzo zdeterminowana, by przejść przez trzydniowy trening i udowodnić wszystkim, że nie można się poddawać. | |                              |                                  |                      |                      |     |
| 41 | Dziewczyna poznaje Texas, część 1 Girl Meets Texas, Part 1                                           | Rider Strong i Shiloh Strong | Michael Jacobs i Matthew Nelson  | 16 października 2015 | 6 grudnia 2016       | 224 |
| Riley i Maya odkrywają największą traumę Lucasa z dzieciństwa, po czym dają mu okazję się jej pozbyć. By to zrobić, wszyscy jadą do Teksasu na konkurs, w którym Lucas ma stawić czoła owcy, ujeżdżając ją. Niestety jak się później okazuje, musi on zrobić coś o wiele trudniejszego, czemu ku zdziwieniu wszystkich jest przeciwna jedna osoba. | |                              |                                  |                      |                      |     |
| 42 | Dziewczyna poznaje Texas, część 2 Girl Meets Texas, Part 2                                           | Rider Strong i Shiloh Strong | Michael Jacobs i Matthew Nelson  | 17 października 2015 | 6 grudnia 2016       | 225 |
| Bohaterowie spędzają wieczór w pobliskiej knajpce w Teksasie. Poznają tam Vanessę - starą miłość Zaya. Następnie spędzają czas na ognisku, gdzie Riley wyznaje sekret Mayi Lucasowi. Dziewczyna musi skonfrontować się z chłopakiem, który dalej zszokowany jest odrzuceniem przez Riley. | |                              |                                  |                      |                      |     |
| 43 | Dziewczyna poznaje Texas, część 3 Girl Meets Texas, Part 3                                           | Ben Savage                   | Michael Jacobs & Matthew Nelson  | 18 października 2015 | 6 grudnia 2016       | 227 |
| Po powrocie do Nowego Jorku, Riley postanawia umówić się z Charliem. To samo robią Maya z Lucasem. Sytuacje obu par stają się niezręczne kiedy dochodzi do rozmowy o uczuciach. Farkle widząc napiętą atmosferę próbuje odkryć o co w tym wszystkim chodzi i pomóc przyjaciołom wrócić do normy. Skutkiem tego będzie odkrycie motywu działania Riley. | |                              |                                  |                      |                      |     |
| 44 | Dziewczyna poznaje projekt wybaczenia Girl Meets the Forgiveness Project                             | Joel Zwick                   | Matthew Nelson                   | 6 listopada 2015     | 7 grudnia 2016       | 221 |
| Pan Matthews zapowiada uczniom projekt, dotyczący wybaczenia osobie, do której żywili urazę. Riley postanowiła wybaczyć Auggiemu za wygryzienie twarzy ulubionemu misiowi, a Lucas i Zay starają się wybaczyć Farklowi za zdradzanie im dalszej części każdego filmu. Największy problem w tym zadaniu ma jednak Maya, gdyż rolę osoby, której stara się wybaczyć odgrywa Kermit, ojciec, który zostawił ją i jej mamę, gdy dziewczyna była jeszcze mała.                           | |                              |                                  |                      |                      |     |
| 45 | Dziewczyna poznaje wiarę Girl Meets Belief                                                           | Joel Zwick                   | Jeff Menell                      | 13 listopada 2015    | 8 grudnia 2016       | 213 |
| Cory zadaje uczniom zadanie, którym zmusza uczniów do stawienia czoła innym poglądom. Pełna wiary Riley wykonuje projekt z Mayą, która ma odmienny pogląd i nie czuje zbytniego połączenia z Bogiem. W tej samej sytuacji jest Lucas-wykonuje projekt z Farklem, który to naukę uważa za właściwe źródło poznania świata i nie wierzy w rzeczy nieudowodnione naukowo. | |                              |                                  |                      |                      |     |
| 46 | Dziewczyna poznaje nowy rok Girl Meets the New Year                                                  | Joel Zwick                   | Mark Blutman                     | 4 grudnia 2015       | 14 grudnia 2016      | 229 |
| Nadchodzi Sylwester. Riley postanowiła urządzić przyjęcie sylwestrowe. Bohaterowie stawiają czoło kolejnej grze, która wystawi ich uczucia na próbę. Tymczasem wraz z nadejściem Nowego Roku, kończy się umowa między Riley, a Farklem, dotycząca ujawnienia jej największego sekretu. | |                              |                                  |                      |                      |     |
| 47 | Dziewczyna poznaje NTIM Girl Meets STEM                                                              | Rider Strong i Shiloh Strong | Teresa Kale                      | 8 stycznia 2016      | 9 grudnia 2016       | 219 |
| Na lekcji chemii dochodzi do corocznego projektu. Nauczyciel daje dobranym w pary uczniom dość nietypowe zadanie, którym muszą się podzielić. Riley postanowiła zainterweniować, gdy okazuje się, że prostszą część zadania wykonują dziewczyny, a obliczenia to odgórna rola płci męskiej. Dochodzi do wojny płci. | |                              |                                  |                      |                      |     |
| 48 | Dziewczyna poznaje pieniądze Girl Meets Money                                                        | Rider Strong i Shiloh Strong | Aaron Jacobs i Jeff Menell       | 22 stycznia 2016     | 12 grudnia 2016      | 226 |
| Gdy ojcu Farkla grozi bankructwo, chłopak prosi Mayę, by nauczyła go, jak żyć mając niewiele. W szkole natomiast dowiadują się, w jakiej sytuacji są osoby z krajów trzeciego świata i jak powinniśmy im pomóc. | |                              |                                  |                      |                      |     |
| 49 | Dziewczyna poznaje zwyczajność Girl Meets Commonism                                                  | Danielle Fishel              | Joshua Jacobs i Michael Jacobs   | 12 lutego 2016       | 13 grudnia 2016      | 206 |
| Maya i Farkle zostają przyłapani na ściąganiu podczas sprawdzianu i muszą stawić czoła komisji honorowej, której członkami jest Riley i Lucas. Riley za wszelką cenę broni przyjaciół i staje po ich stronie, przez co cała trójka sprowadza na siebie lekcje dotyczącą komunizmu. W tym czasie Auggie próbuje odkryć, kim chce być w przyszłości. | |                              |                                  |                      |                      |     |
| 50 | Dziewczyna poznaje wykusz Girl Meets Bay Window                                                      | Ben Savage                   | Joshua Jacobs                    | 19 lutego 2016       | 15 grudnia 2016      | 228 |
| Liceum nadchodzi wielkimi krokami, przez co Riley postanawia przeprowadzić ogromną zmianę. Chce wyremontować swoje słynne okno, by pokierować się ku dorastaniu i przygotować do liceum. Przeciwko temu jest Maya, która traktuje teraźniejsze okno jako swój bezpieczny punkt, który nie potrzebuje zmiany. | |                              |                                  |                      |                      |     |
| 51 | Dziewczyna poznaje dziedzictwo Girl Meets Legacy                                                     | Joel Zwick                   | Randi Barnes                     | 11 marca 2016        | 16 grudnia 2016      | 230 |
| Uczniowie kończą gimnazjum. Po wyniesieniu tylu lekcji czas na to, by to oni pozostawili coś po sobie. Poza pożegnaniem i wspomnieniem wszystkich chwil w szkole, jako absolwenci muszą wykonać klasowy żart. Ich celem stał się Pan Matthews. | |                              |                                  |                      |                      |     |

### Seria 3: 2016-17
| 52-53 | Dziewczyna poznaje liceum Girl Meets High School                                 | Joel Zwick                 | Michael Jacobs Matthew Nelson    | Część 1 - 3 czerwca 2016/2 - 5 czerwca 2016 | 7 stycznia 2017 (cz. 1) 14 stycznia 2017 (cz. 2) | 301-302 |
| Pierwszy dzień w Liceum Abigail Adams to dla Riley, Mayi, Lucasa, Farkla, Zaya i Smackle trudny moment w życiu. Szybko zdają sobie sprawę z tego, że nie są już liderami i muszą sami poradzić sobie w nowym miejscu. Sprawę komplikują nowo poznani trzecioklasiści, którzy próbują dać im pewnego rodzaju nauczkę. |                                                                                  |                            |                                  |                                             |                                                  |         |
| 54 | Dziewczyna poznaje Jexicę Girl Meets Jexica                                      | Rider Strong Shiloh Strong | Mackenzie Yeager                 | 10 czerwca 2016                             | 21 stycznia 2017                                 | 303     |
| Riley obawia się tego co będą myśleć o niej inni w nowej szkole. tworzy w internecie swoją fałszywą stronę , przez co staje się bardzo popularna. W międzyczasie Auggie dostaje wiadomość od "księcia", który twierdzi, że jest jego przyjacielem i oferuje mu dużą sumę pieniędzy. Cory i Topanga rozmawiają z nim o zaufaniu ludziom w internecie. |                                                                                  |                            |                                  |                                             |                                                  |         |
| 55 | Dziewczyna poznaje trwały zapis Girl Meets permanent record                      | Rider Strong Shiloh Strong | Teresa Kale                      | 17 czerwca 2016                             | 28 stycznia 2017                                 | 304     |
| Riley otrzymuje na swoim pierwszym sprawdzianie z hiszpańskiego jedynkę, w czasie gdy Maya dostaje sześć. Dziewczyna twierdzi, że jej dobra passa skończyła się wraz z nową szkołą i martwi się, że jej niskie osiągnięcia wpłyną na jej przyszłość. Jej nauczycielka oznajmia, że jej ocena jest tylko jednorazowa i najważniejsze są postępy. |                                                                                  |                            |                                  |                                             |                                                  |         |
| 56 | Dziewczyna poznaje trójkąt Girl Meets Triangle                                   | Ben Savage                 | Joshua Jacobs                    | 24 czerwca2016                              | 4 lutego 2017                                    | 305     |
| Kiedy przyjaciele widzą licealne problemy miłosne uczniów, Farkle i Zay mówią Lucasowi, że musi w końcu wybrać między Riley a Mayą. Tymczasem Maya zmaga się na swoich pierwszych zajęciach ze sztuki. Riley twierdzi, że jej nowy sposób malowania wiąże się z tym, że się zmieniła i jest już mniej buntownicza. Choć Maya się z tym nie zgadza to Pan Jackson próbuje poznać prawdziwą ją.                                                                                        |                                                                                  |                            |                                  |                                             |                                                  |         |
| 57 | Dziewczyna poznaje Północną część stanu Girl Meets Upstate                       | Joel Zwick                 | Mark Blutman                     | 8 lipca 2016                                | 11 lutego 2017                                   | 306     |
| Riley i Maya odwiedzają Shawna w jego domu. Kiedy mężczyzna słyszy, że Maya traci część siebie z powodu wpływu Riley mówi im, że tak samo było z nim i Corym. Po powrocie do domu Maya wyładowuje swój gniew na Riley poprzez malowanie. Pan Jackson spostrzega jej malarstwo jako jej głos artystyczny. Riley, Maya i Lucas postanawiają nie przejmować się miłosnym trójkątem dopóki do końca nie poznają siebie. Shawn tymczasem ma pewne plany związane ze zmianą w swoim życiu. |                                                                                  |                            |                                  |                                             |                                                  |         |
| 58 | Dziewczyna poznaje prawdziwą Maye Girl Meets True Maya                           | Danielle Fishel            | Matthew Nelson                   | 15 lipca 2016                               | 18 lutego 2017                                   | 307     |
| Maya po tym jak przez dłuższy czas była jak Riley, postanawia w końcu zrobić coś w dawnym stylu. Riley w obawie o późniejsze, skutki jej wybuchu godzi się na to. Po tym jak w piekarni znikają pieniądze, wszyscy myślą, że winna jest Maya. Dziewczyna temu zaprzecza i oznajmia przyjaciołom, że skoro tak bardzo chcą dawną Mayę, to właśnie taka się stanie. |                                                                                  |                            |                                  |                                             |                                                  |         |
| 59-60 | Dziewczyna poznaje domek na narty Girl Meets Ski Lodge                           | Rider Strong Shilah Strong | Teresa Kale Aaron Jacobs         | Część 1 - 22 lipca 2016/2 - 29 lipca 2016   | 25 lutego 2017 (cz. 1) 4 marca 2017 (cz. 2)      | 308-309 |
| Cory zabiera swoją klasę na wycieczkę w góry Sun Lodge. Riley świadoma nieciekawej przeszłości jej ojca w tym miejscu wierzy, że to się już nie powtórzy, a sama wraz z przyjaciółmi pragnie w końcu rozwiązać trójkąt między nimi. Poznają tam Evana, syna byłej kochanki Cory'ego i pracownika loży narciarskiej. Chłopak proponuje im wspólną grę. Maya postanawia skonfrontować się z Lucasem i wyznać co naprawdę czuje.                                                        |                                                                                  |                            |                                  |                                             |                                                  |         |
| 61 | Dziewczyna poznaje Tak chcę Girl meets I Do                                      | Ben Savage                 | Mark Blutman                     | 12 sierpnia 2016                            | 11 marca 2017                                    | 310     |
| Zbliża się dzień ślubu Katy i Shawna. Maya ma wątpliwości związane z uroczystością i tym czy na pewno powinni się pobrać. Obawia się, że przykre doświadczenia z poprzedniego małżeństwa jej mamy się powtórzą i znów obie będą cierpieć. Shawn chce jej udowodnić, że zasługuje na miłość Katy. |                                                                                  |                            |                                  |                                             |                                                  |         |
| 62 | Dziewczyna poznaje realny świat Girl Meets Real World                            | Ben Savage                 | Joshua Jacobs                    | 19 sierpnia 2016                            | 8 stycznia 2018                                  | 311     |
| Klasa Cory'ego bada czy ludzie są z natury dobrzy czy źli. Tylko Riley wierzy w dobre intencje ludzi. Maya pomaga jej się przygotować do debaty, w której Riley zagłębia się w jej złą stronę i odruchowo robi coś za co nie spieszy jej się przeprosić. Tymczasem Topanga dowiaduje się o zanieczyszczonych plażach w mieście. Auggie pragnie pomóc je oczyścić lecz uświadamia sobie, że sam nie da rady.                                                                          |                                                                                  |                            |                                  |                                             |                                                  |         |
| 63 | Dziewczyna poznaje misia Girl Meets Bear                                         | Robin Bronner              | Mackenzie Yeager                 | 26 sierpnia 2016                            | 9 stycznia 2018                                  | 315     |
| Riley nie może znaleźć swojego ulubionego misia z dzieciństwa. W całym domu trwają wielkie poszukiwania. Maya twierdzi, że Riley powinna pogodzić się ze stratą i pozwolić mu odejść, jednak dla niej miś to coś więcej niż zabawka. Tymczasem Zay wyjawia swoje skryte uczucia wobec jednej dziewczyny. |                                                                                  |                            |                                  |                                             |                                                  |         |
| 64 | Dziewczyna poznaje Wielką Panią z Nowego Jorku Girl Meets Great Lady of New York | Rider Strong               | Jeff Menell                      | 16 września 2016                            | 10 stycznia 2018                                 | 310     |
| W szkole trwa tydzień kulturowy. Uczniowie mają za zadanie dowiedzieć się czegoś o swoim pochodzeniu. Nie każda historia okazuje się kompletna czy przyjazna o czym przekonuje się Farkle, którego pradziadek odegrał ważną rolę w historii. Auggie tymczasem poznaje nowego kolegę Raffi'ego z Kuby. |                                                                                  |                            |                                  |                                             |                                                  |         |
| 65 | Dziewczyna poznaje Ona mnie mnie lubi Girl Meets She Don't Like Me               | Michael Joseph A.          | Jeff Menell                      | 23 września 2016                            | 11 stycznia 2018                                 | 308     |
| Riley poznaje w szkole nową koleżankę, która mówi, że jej nie lubi. Dziewczyna prosi ojca by przejął jej klasę na lekcjach z panem Fanucci, gdyż twierdzi, że nie podoba się jej jego sposób prowadzenia lekcji. Dziewczyna powoli uświadamia sobie, że nie może kontrolować tego co myślą inni, co jej rodzina i przyjaciele stale podkreślają. |                                                                                  |                            |                                  |                                             |                                                  |         |
| 66 | Dziewczyna poznaje Świat Terroru 3 Girl Meets World of Terror 3                  | Michael Jacobs A.          | Joshua Jacobs                    | 14 października 2016                        | 12 stycznia 2018                                 | 317     |
| Klasa Riley twierdzi, że są za starzy na obchodzenie Halloween. Cory opowiada im o konsekwencjach jakie niesie za sobą zmiana małej rzeczy w historii. Wtem pojawia się Auggie przebrany za ducha, który przedstawia alternatywny świat, w którym Riley i Maya się nigdy nie zaprzyjaźniły, Lucas jest złym kowbojem, Farkle i Smackle to najwięksi wrogowie i kujony, a Ava i Doy cierpią z powodu straty Auggiego.                                                                 |                                                                                  |                            |                                  |                                             |                                                  |         |
| 67 | Dziewczyna poznaje Jej Potwora Girl Meets Her Monster                            | Danielle Fishel            | Ibrahim Ashmawey Danielle Fishel | 04 listopada 2016                           | 15 stycznia 2018                                 | 316     |
| Riley i Maya spędzają całe dnie na oglądaniu ich ulubionego serialu, co doprowadza do szału Topangę. Kobieta chce, żeby Riley zaczęła pomagać jej w domowych obowiązkach, a nie zajmowała się głupotami. Dziewczyna przeciwstawia się matce i zaczyna jej pyskować co skutkuje jej wyprowadzką z domu. |                                                                                  |                            |                                  |                                             |                                                  |         |
| 68 | Dziewczyna poznaje Hollyworld Girl Meets Hollyworld                              | Ben Savage                 | Mackenzie Yager                  | 18 listopada 2016                           | 16 stycznia 2018                                 | 318     |
| Ojciec Sary, który jest reżyserem pracuje nad filmem, napisanym przez jego córkę. Riley, Lucas, Farkle i Zay idą na przesłuchania lecz niestety się nie dostają. Maya postanawia pomóc matce dostać rolę. W tym celu porywa międzynarodową aktorkę Anastasię Boulangerie, która okazuje się znać Katy. |                                                                                  |                            |                                  |                                             |                                                  |         |
| 69 | Dziewczyna poznaje Świąteczną Maye Girl Meets Christmas Maya                     | Ben Savage                 | Teresa Kale                      | 2 grudnia 2016                              | 10 grudnia 2017                                  | 314     |
| Święta to czas, w którym Riley jest pełna entuzjazmu i jak co roku postanawia urządzić grę z losowaniem prezentów, czego nikt nie lubi. Przeciwnie jest z Mayą, która obawia się świąt z Shawnem, który teraz mieszka wraz z nią i jej mamą. Aby zwiększyć ducha świąt w Mayi, Riley prezentuje sztukę przedstawiającą jej przeszłość. |                                                                                  |                            |                                  |                                             |                                                  |         |
| 70 | Świat poznaje Dziewczynę World Meets Girl                                        | B.D                        | B.D                              | 6 stycznia 2017                             | 17 stycznia 2018                                 | 319     |
| Odcinek Q&A z aktorami i kulisy serialu "Dziewczyna Poznaje Świat". |                                                                                  |                            |                                  |                                             |                                                  |         |
| 71 | Dziewczyna poznaje Słodką Szesnastkę Girl Meets Sweet Sixten                     | B.D                        | B.D                              | 13 stycznia 2017                            | 18 stycznia 2018                                 | 320     |
| Riley rozmyśla nad tym jak zmieni się jej życie, gdy ona i jej przyjaciele skończą szesnaście lat. Dziewczyna obawia się, czy ich przyjaźń zdoła pokonać wszystkie przeciwności losu. Farkle dowiaduje się o prawdziwych uczuciach Smackle wobec niego. Tymczasem Topanga dostaje awans w pracy, który wiąże się z wyprowadzką rodziny do Londynu. |                                                                                  |                            |                                  |                                             |                                                  |         |
| 72 | Dziewczyna poznaje Pożegnanie Girl Meets Goodbye                                 | B.D                        | B.D                              | 20 stycznia 2017                            | 19 stycznia 2018                                 | 321     |
| Przyjaciele są skołowani z powodu wyprowadzki Riley. W domu Matthewsów zjawia się cała rodzina wraz z przyjaciółmi, którzy chcą pomóc Topandze w dokonaniu właściwego wyboru. Po podjęciu ostatecznej decyzji wszyscy razem przekonują się o tym jak bardzo są gotowi na pożegnanie. |                                                                                  |                            |                                  |                                             |                                                  |         |